# Hrabstwo Monroe (Wirginia Zachodnia)
Hrabstwo Monroe (ang. Monroe County) – hrabstwo w stanie Wirginia Zachodnia w Stanach Zjednoczonych. Obszar całkowity hrabstwa obejmuje powierzchnię 473,66 mil² (1226,77 km²). Według szacunków United States Census Bureau w roku 2010 miało 13 502 mieszkańców.
Hrabstwo powstało w 1779 roku. 

## Miasta
- Peterstown
- Union[4]

| Populacja hrabstwa w poprzednich latach | Populacja hrabstwa w poprzednich latach |
| Rok                                     | Liczba ludności                         |
| --------------------------------------- | --------------------------------------- |
| 1980                                    | 12 857                                  |
| 1990                                    | 12 406                                  |
| 2000                                    | 14 583                                  |
| 2010                                    | 13 502                                  |